# Бральсторф
Бральсторф (нім. Brahlstorf) — громада в Німеччині, розташована в землі Мекленбург-Передня Померанія. Входить до складу району Людвігслуст-Пархім. Складова частина об'єднання громад Бойценбург-Ланд.
Площа — 21,95 км2. Населення становить 715 ос. (станом на 31 грудня 2020).